# Rapakivi

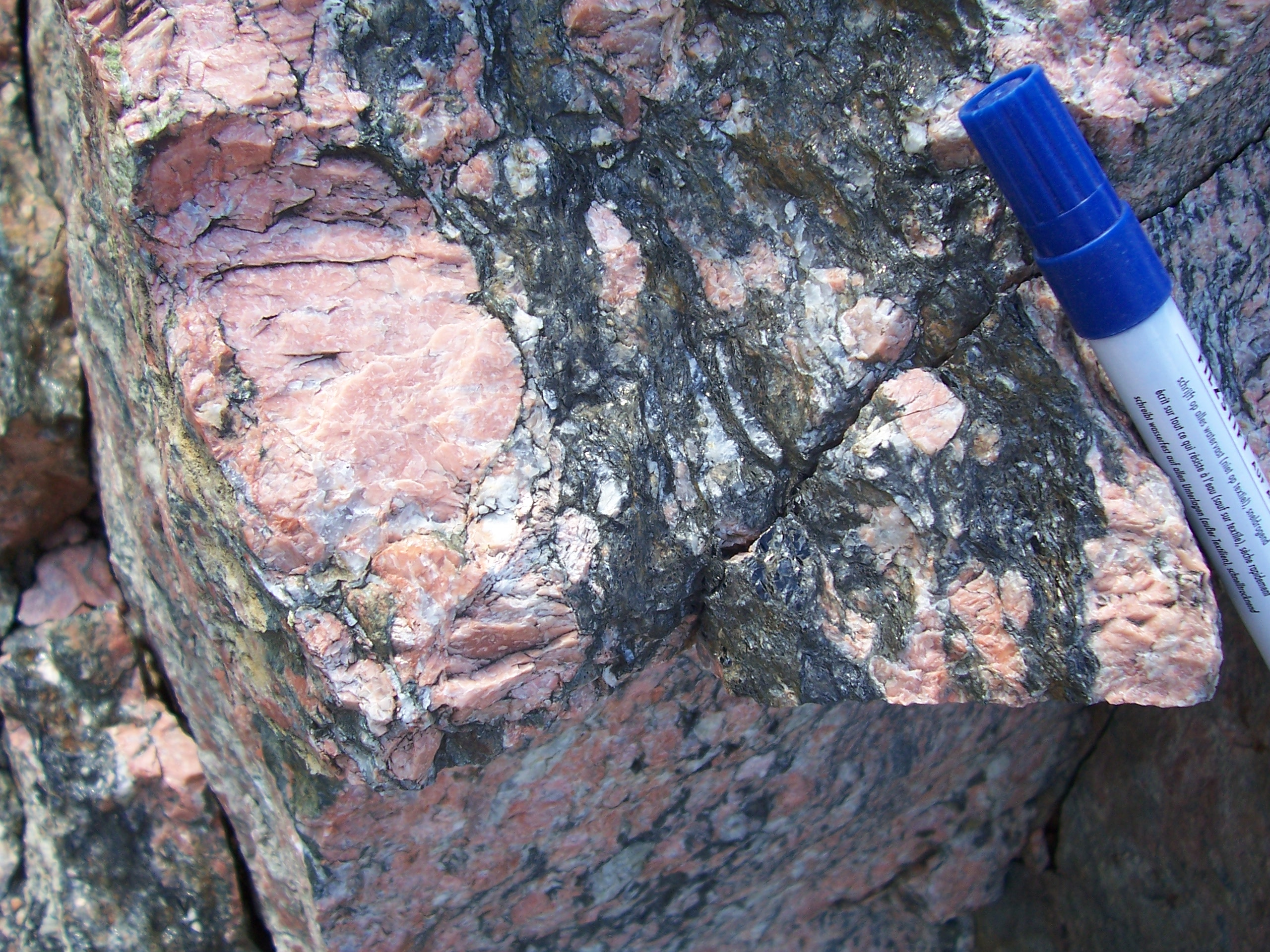
Rapakivi bij Midsund, Noorwegen

Rapakivi is een texturele variëteit van graniet. Het gesteente wordt gekenmerkt door de zeer grote (1 – 5 cm) fenocrysten van orthoklaas (kaliveldspaat) soms met een ring van oligoklaas (plagioklaas). De grondmassa bestaat uit kwarts, veldspaten en mafische mineralen. De veel fijner kristallijne grondmassa wordt gekenmerkt door kristallen van kwarts en veldspaat die door elkaar heen geweven zijn.

## Voorkomen
Rapakivigraniet is een wereldwijd voorkomende variëteit, maar wordt voornamelijk gevonden in geologisch zeer oude continentale korst, uit het Precambrische Baltische schild. Binnen Europa wordt het vooral gevonden in Scandinavië en met name in Zuid-Finland. Ook in Zweden en Karelië komen Rapakivi-massieven voor. Rapakivigraniet wordt gevonden in zwerfstenen in Noord-Duitsland en Nederland, die hoofdzakelijk afkomstig zijn uit Åland.

## Toepassing
Gepolijste rapakivigraniet wordt veel toegepast in gevels. Ook kan de natuursteen als aanrechtblad gebruikt worden. De grote fenocrysten maken het stollingsgesteente tot een decoratief interessant materiaal.